# Нёвилль, Оливер
О́ливер Па́трик Нёви́лль (нем. Oliver Patric Neuville; 1 мая 1973, Локарно, Тичино, Швейцария) — немецкий футболист, игравший на позиции нападающего.

## Биография
Отец Нёвилля — немец, мать — итальянка, дед — бельгиец. Впервые он сыграл за немецкий клуб лишь в возрасте 24 лет. Пять раз за карьеру забивал за сезон в Бундеслиге 10 и более мячей.
Первый матч за сборную Германии — 2 сентября 1998 года, первый гол — 31 марта 1999 года в ворота сборной Финляндии. Участник двух чемпионатов мира — 2002 и 2006 годов, на каждом из которых забил по мячу.
В настоящее время живёт в Германии в городе Менхенгладбах вместе с женой и двумя сыновьями.

## Карьера
Семья Оливера временно переехала в Швейцарию, где на свет появилась будущая звезда немецкого футбола. Когда ему было 16 лет, Нойвилль увлекся футболом и начал играть в своем первом клубе — «Локарно», где показывал стабильную игру. Однако, часть сезона он провёл на скамейке запасных. И когда Оливер получил травму, клуб не захотел продлевать с ним контракт. Нёвилль запомнился тем, что забил 3 мяча будущему чемпиону «Серветту», и его клуб поднялся в турнирной таблице на 6 место.
Оливер начинал свою футбольную карьеру в швейцарском клубе «Серветт», играл на хорошем уровне, забивая практически в каждом матче.

## Достижения
Серветт
- Чемпион Швейцарии 1993/94

 Байер
- Вице-чемпион Германии 1999/00 и 2001/02
- Финалист Лиги чемпионов 2001/02

 Сборная Германии
- Вице-чемпион мира: 2002
- Бронзовый призёр чемпионата мира: 2006
- Вице-чемпион Европы: 2008